# Service Maximum
Service Maximum est une émission de télévision française présentée par Julien Courbet diffusée (parfois en direct[réf. souhaitée]) sur France 2 du lundi au vendredi en access prime-time de 18 h 50 à 19 h 45 du 1er septembre 2008 au 6 février 2009.

## Concept
Service Maximum se veut « une émission d’échange qui rend service aux téléspectateurs en leur apportant des conseils pour se défendre, un service, une idée économique, pour faciliter leur consommation dans la vie quotidienne »

### Rubriques
- « La minute conso » : questions posées par les téléspectateurs pour connaître leurs droits.[réf. souhaitée]
- « L'arnaque du jour » : reportages sur des litiges.[réf. souhaitée]
- « Le journal des faits divers » : reconstitutions des affaires les plus incroyables arrivées récemment.[réf. souhaitée]
- « Success Story » : reportages sur des personnes ayant réussi dans le business.[réf. souhaitée]
- « L'enquête jour » : reportages sur des escroqueries en caméras cachées.[réf. souhaitée]
- « Tous pour un » : feuilleton de la solidarité où des bénévoles viennent en aide aux personnes dans l'impossibilité de se loger.[réf. souhaitée]
- « Quiz » : questions posées au public et aux téléspectateurs après chaque thème pour connaître leurs droits.[réf. souhaitée]

## Historique
Le 1er septembre 2008, avec Service Maximum, Julien Courbet reprend du lundi au jeudi la case occupée pendant huit ans par Laurent Ruquier (Avec On a tout essayé puis On n'a pas tout dit). Christophe Hondelatte animait quant à lui Vendredi, si ça me dit ! chaque vendredi jusqu'en novembre 2008.
À partir du 27 octobre 2008, l'émission adopte une nouvelle formule : désormais plusieurs reportages concernant des arnaques, des litiges, etc. comme on peut en voir dans Sans aucun doute sont diffusés. Les idées de décoration, de bons plans ont été supprimés.[réf. souhaitée]
À partir du 9 janvier 2009, l'émission est également diffusée le vendredi.
Le dernier numéro de Service Maximum a été  diffusé le 6 février 2009, France 2 déprogrammant l'émission en raison d'une audience jugée insuffisante,.

## Chroniqueurs
Julien Courbet est entouré par plusieurs chroniqueurs :
- Ariane Brodier (bons plans pour éviter la vie chère[7] puis la minute conso)
- Églantine Éméyé (pouvoir d'achat[7] puis Success Story et l'enquête du jour[réf. souhaitée])
- Bernard Sabat (l'arnaque du jour et litiges)
- Marc-Emmanuel Dufour (« tous pour un » : résout les problèmes des personnes en difficulté)[7]
- Sophie Doriath (décoration à moindre frais)[7]
- Franck Stepler (consommation)[7]

Enfin, certains avocats de l'émission Sans aucun doute (animée par Julien Courbet sur TF1 du 7 septembre 1994 au 30 mai 2008), participent à Service Maximum, : Nathalie Fellonneau (le journal des faits divers[réf. souhaitée]), Marilyne Olivié (spécialiste du Droit pénal), Gérard Michel, avocat au bureau de Nancy (quiz)[réf. souhaitée], Brigitte Ponroy, avocate au barreau de Paris (droit privé général, droit de la famille, droit du dommage corporel) et Éric de Caumont, spécialiste dans le domaine de l'automobile (quiz)[réf. souhaitée].
Le chroniqueur sur la consommation au niveau européen, Nicolas Rossignol, qui avait par ailleurs animé plusieurs rencontres du club de réflexion de Jean-François Copé, quitte l'émission à la fin du mois de septembre en raison d'un « problème d'emploi du temps ».

## Audiences
Malgré des audiences décevantes à la création de l'émission, France 2 entend à la fin du mois de septembre « laisser le temps à Julien Courbet et son équipe pour s’installer ». Le 23 septembre 2008, en réunissant 1,72 million de téléspectateurs, Service Maximum a ainsi été battu en termes de part de marché par 100 % Mag de M6 (11,1 % contre 11,3 %). Le 22 octobre 2008, Service Maximum enregistre sa plus mauvaise part de marché depuis sa création (10,8 % soit 1,8 million de téléspectateurs), après être tombé la veille à un plus bas de 11 % de part de marché (1,90 million de téléspectateurs).
Fin octobre, jugeant qu'il est nécessaire de « laisser du temps », Julien Courbet indique que Service Maximum peut atteindre « sans problème » une part de marché de 14 %. Le 4 novembre 2008, Service Maximum atteint une part de marché record de 12,8 % soit 2,5 millions de téléspectateurs.
Mi-décembre, Julien Courbet précise ne pas pouvoir atteindre la clause d'audience de 15 % « avec une émission de consommation  » mais espère être en mesure de dépasser une part de marché 14 % avec une deuxième saison de Service Maximum.
Mais à la rentrée de janvier, les audiences de l'émission s'effondrent sous la barre des 10 % de part de marché. Le 6 février 2009, la dernière émission réunit 1,4 million de téléspectateurs soit 8,1 % de part de marché.